# Гюнтер Гольторф
Ґюнтер Гольторф (нім. Gunther W. Holtorf; 4 липня 1937 — 4 жовтня 2021) — німецький мандрівник, який разом з дружиною Крістіною проїхав близько 550 000 миль (890 000 км) навколо світу на автомобілі. Він їздив на своєму G-Wagen Mercedes Benz під назвою «Otto», відвідав 179 країн за 26 років.